# Triển lãm nghệ thuật

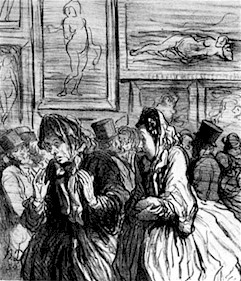
Năm nay lại Venus lần nữa!, 1864. Honoré Daumier châm biếm giai cấp tư sản bị bê bối vì các tranh vẽ Venus của triển lãm Paris Salon.

Triển lãm nghệ thuật theo truyền thống là không gian trong đó các đối tượng nghệ thuật (theo nghĩa chung nhất) gặp gỡ khán giả. Cuộc triển lãm được hiểu một cách phổ biến là trong một khoảng thời gian tạm thời trừ khi, như hiếm khi đúng, nó được tuyên bố là một "triển lãm thường trực".
Giải trình như vậy có thể trình bày hình ảnh, bản vẽ, video, âm thanh, sắp đặt, biểu diễn, nghệ thuật tương tác, nghệ thuật truyền thông mới hoặc tác phẩm điêu khắc của từng nghệ sĩ, nhóm nghệ sĩ hoặc bộ sưu tập của một hình thức nghệ thuật cụ thể.
Các tác phẩm nghệ thuật có thể được trình bày trong bảo tàng, hội trường nghệ thuật, câu lạc bộ nghệ thuật hoặc phòng trưng bày nghệ thuật tư nhân, hoặc tại một số nơi kinh doanh chính không phải là trưng bày hoặc bán nghệ thuật, chẳng hạn như một quán cà phê. Một sự khác biệt quan trọng được ghi nhận giữa những cuộc triển lãm nơi một số hoặc tất cả các tác phẩm được bán, thông thường trong các phòng trưng bày nghệ thuật tư nhân, và những nơi không có. Đôi khi sự kiện được tổ chức vào một dịp cụ thể, như sinh nhật, kỷ niệm hoặc tri ân.

## Các loại triển lãm

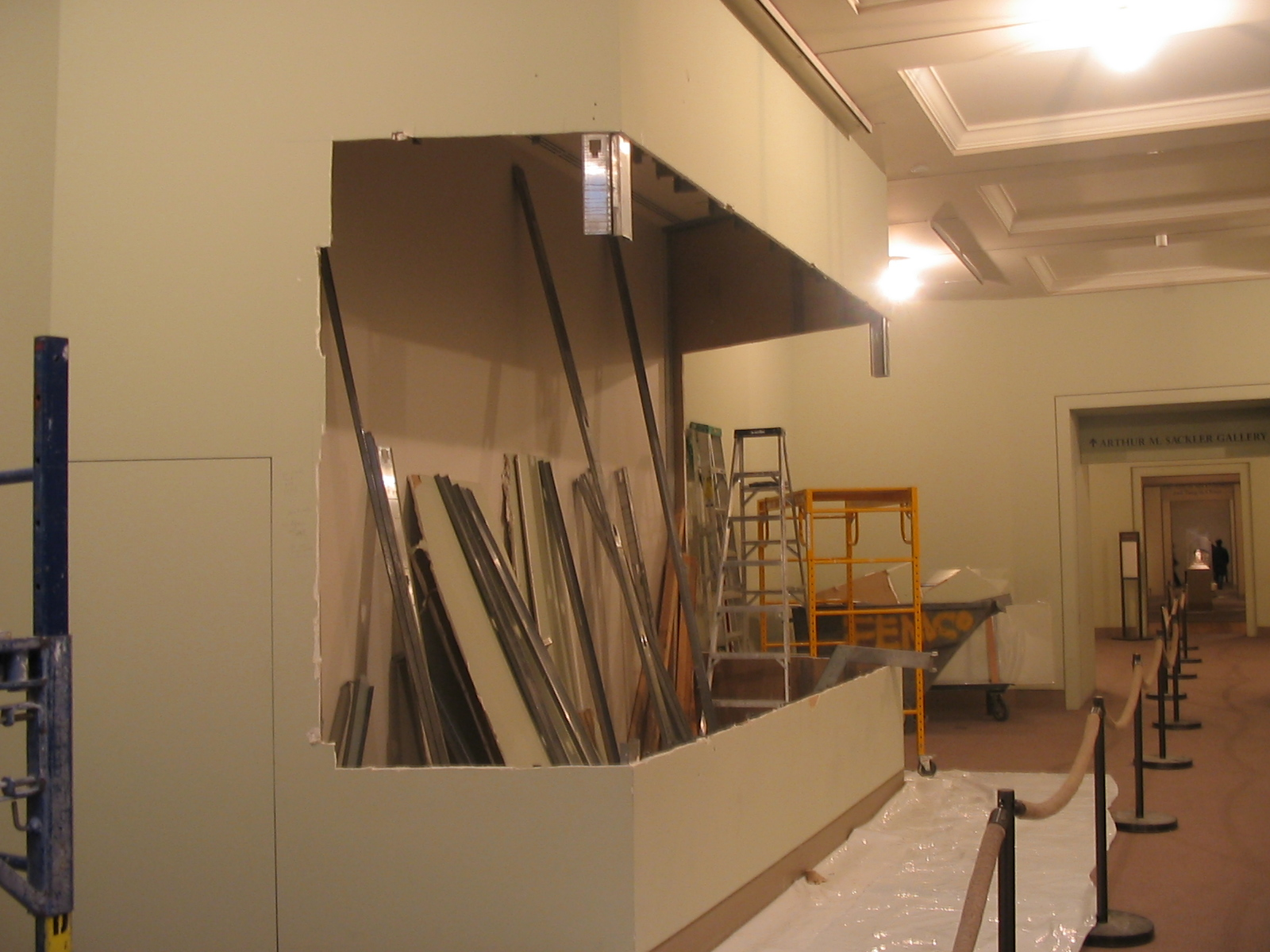
Không gian triển lãm đang sẵn sàng cho một buổi trình diễn tại Phòng trưng bày Arthur M. Sackler

Có nhiều loại triển lãm nghệ thuật khác nhau, đặc biệt có sự phân biệt giữa triển lãm thương mại và phi thương mại. Triển lãm thương mại hoặc hội chợ thương mại thường được gọi là hội chợ nghệ thuật cho thấy tác phẩm của các nghệ sĩ hoặc đại lý nghệ thuật nơi người tham gia thường phải trả phí. Một phòng trưng bày phù phiếm là một không gian trưng bày các tác phẩm trong một phòng trưng bày tính phí cho các nghệ sĩ sử dụng không gian. Các triển lãm bảo tàng tạm thời thường trưng bày các vật phẩm từ bộ sưu tập của bảo tàng về một thời kỳ, chủ đề hoặc chủ đề cụ thể, được bổ sung bằng các khoản vay từ các bộ sưu tập khác, chủ yếu là của các bảo tàng khác. Chúng thường bao gồm không có mặt hàng để bán; chúng được phân biệt với màn hình cố định của bảo tàng và hầu hết các bảo tàng lớn dành một không gian cho các triển lãm tạm thời.
Triển lãm trong các phòng trưng bày thương mại thường hoàn toàn được tạo thành từ các mặt hàng được bán, nhưng có thể được bổ sung bởi các mặt hàng khác không. Thông thường, khách tham quan phải trả tiền (thêm vào đầu chi phí vào cửa bảo tàng cơ bản) để tham gia một triển lãm bảo tàng, nhưng không phải là một thương mại trong một phòng trưng bày. Hồi tưởng nhìn lại công việc của một nghệ sĩ duy nhất; các loại phổ biến khác là triển lãm cá nhân hoặc "chương trình solo" và triển lãm nhóm hoặc "chương trình nhóm"). Biennale là một triển lãm lớn được tổ chức hai năm một lần, thường có ý định tập hợp những tác phẩm nghệ thuật quốc tế tốt nhất; bây giờ có rất nhiều trong số này. Triển lãm du lịch là một triển lãm được thấy ở một số địa điểm, đôi khi trên khắp thế giới.

## Lịch sử

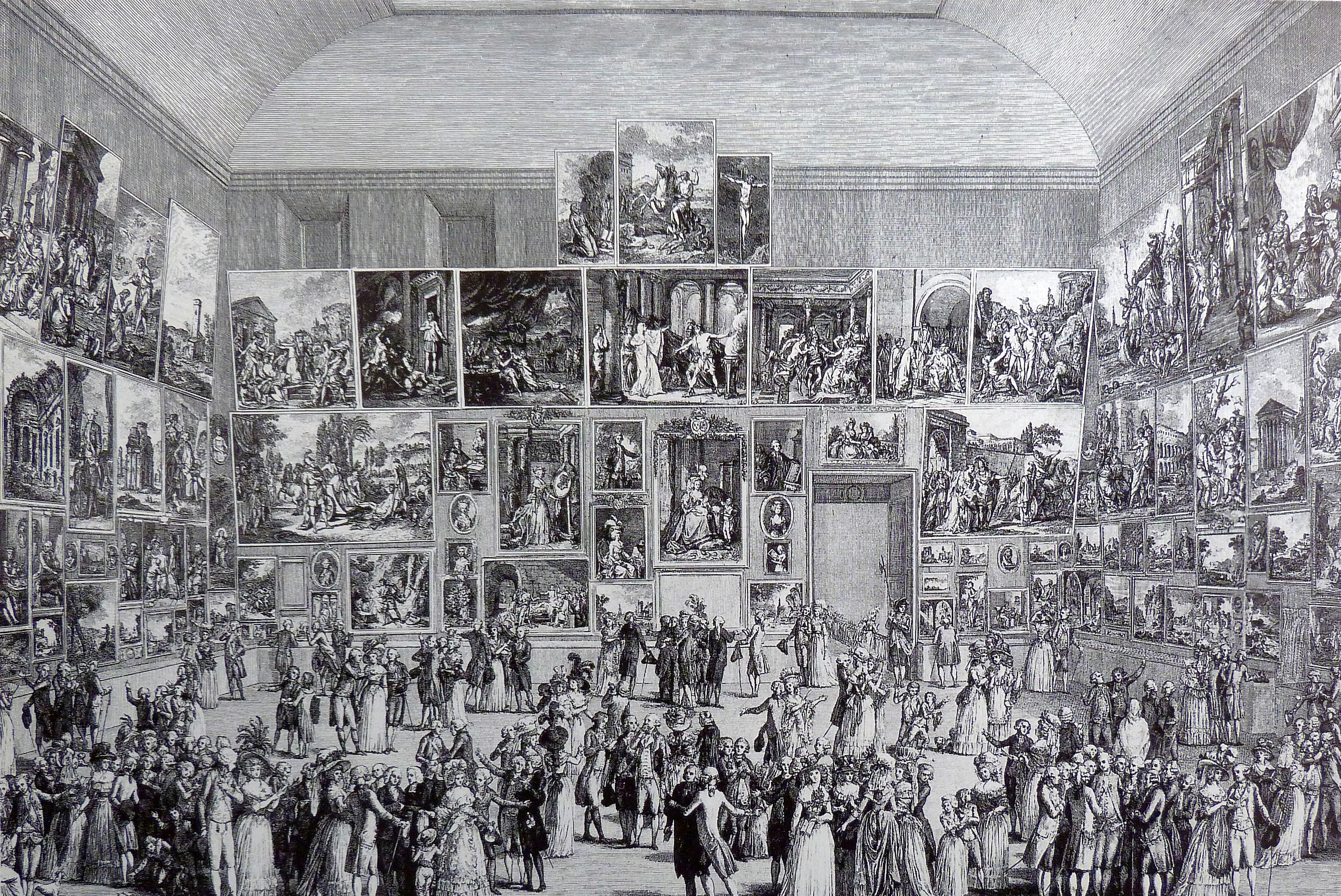
Paris Salon năm 1787, tổ chức tại Louvre

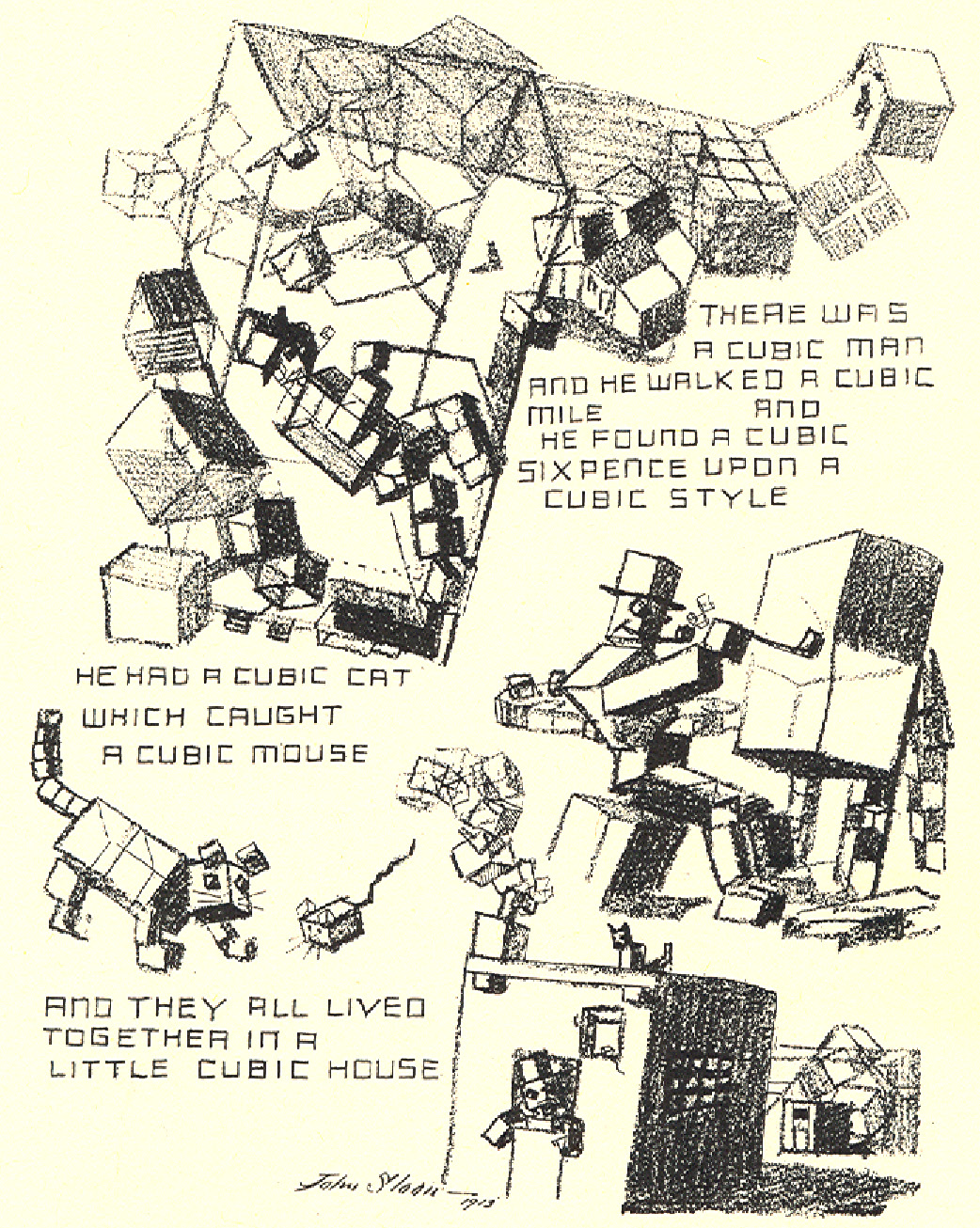
"A Slight Attack of Third Dimentia Brought on by Excessive Study of the Much Talked of Cubist Pictures in the International Exhibition at New York," do John French Sloan vẽ vào tháng 4 năm 1913, tranh châm biếm của Armory Show.

Triển lãm nghệ thuật đã đóng một vai trò quan trọng trong thị trường nghệ thuật mới kể từ thế kỷ 18 và 19. Salon Paris, mở cửa cho công chúng tham quan từ năm 1737, nhanh chóng trở thành yếu tố quan trọng quyết định danh tiếng và giá cả của các nghệ sĩ Pháp thời đó. Học viện Hoàng gia ở Luân Đôn, bắt đầu từ năm 1769, đã sớm tạo dựng được sức hút tương tự trên thị trường, và ở cả hai quốc gia, các nghệ sĩ đã nỗ lực rất nhiều để tạo ra những bức tranh thành công, thường xuyên thay đổi hướng phong cách của họ để phù hợp với mọi người. hoặc hương vị quan trọng. Học viện Anh đã được thêm vào bối cảnh Luân Đôn vào năm 1805, tổ chức hai cuộc triển lãm hàng năm, một trong những tác phẩm nghệ thuật mới của Anh để bán, và một trong những khoản cho vay từ bộ sưu tập của những người bảo trợ quý tộc của nó. Những cuộc triển lãm này đã nhận được những bài phê bình dài dòng và chi tiết trên báo chí, là phương tiện chính cho việc phê bình nghệ thuật trong ngày. Các nhà phê bình nổi tiếng như Denis Diderot và John Ruskin đã thu hút sự chú ý của độc giả bằng những đánh giá khác nhau rõ ràng về các tác phẩm khác nhau, ca ngợi một số tác phẩm ngông cuồng và đưa ra những lời bình phẩm hạ thấp dã man nhất mà họ có thể nghĩ ra. Nhiều tác phẩm đã được bán, nhưng thành công tại các cuộc triển lãm này là một cách quan trọng để một nghệ sĩ thu hút thêm tiền hoa hồng. Trong số các cuộc triển lãm cho mượn một lần quan trọng của các bức tranh cũ là Triển lãm Kho báu Nghệ thuật, Manchester 1857, và Triển lãm Chân dung Quốc gia ở Luân Đôn, nơi bây giờ là Bảo tàng Victoria và Albert, được tổ chức trong ba giai đoạn vào năm 1866–68.
Vì nghệ thuật hàn lâm do Paris Salon quảng bá luôn cứng nhắc hơn London, bị cảm nhận là nghệ thuật Pháp trông ngột ngạt, các triển lãm thay thế, hiện nay thường được gọi là Salon des Refusés ("Salon của những người bị từ chối" ) đã được tổ chức, nổi tiếng nhất vào năm 1863, khi chính phủ cho phép họ làm phụ lục của triển lãm chính cho một buổi trình diễn bao gồm Luncheon on the Grass (Le déjeuner sur l'herbe) của Édouard Manet và  Girl in White của James McNeill Whistler. Điều này bắt đầu một thời kỳ mà các cuộc triển lãm, thường là các buổi trình diễn một lần, rất quan trọng trong việc giới thiệu cho công chúng những bước phát triển mới trong nghệ thuật, và cuối cùng là nghệ thuật hiện đại. Các buổi trình diễn quan trọng thuộc loại này là Triển lãm vũ trang ở Thành phố New York vào năm 1913 và Triển lãm Siêu thực Quốc tế Luân Đôn vào năm 1936. Các bảo tàng bắt đầu tổ chức các cuộc triển lãm cho mượn lớn về nghệ thuật lịch sử vào cuối thế kỷ 19, cũng như Học viện Hoàng gia, nhưng triển lãm bảo tàng "bom tấn" hiện đại, với hàng dài xếp hàng dài và một danh mục minh họa lớn, thường được triển lãm các hiện vật từ lăng mộ Tutankhamun được tổ chức tại một số thành phố vào những năm 1970. Nhiều cuộc triển lãm, đặc biệt là vào những ngày trước khi có những bức ảnh đẹp, rất quan trọng trong việc kích thích nghiên cứu về lịch sử nghệ thuật; cuộc triển lãm tổ chức tại Bruges năm 1902 (áp phích minh họa bên dưới) đã có tác động quan trọng đến việc nghiên cứu Hội họa Hà Lan thời kỳ đầu. 
```
Năm 1968, các hội chợ nghệ thuật ở châu Âu đã trở thành mốt với sự ra đời của Hội chợ nghệ thuật Cologne
[
1
]
 được tài trợ bởi Hiệp hội các nhà kinh doanh nghệ thuật Cologne. Do các tiêu chuẩn tuyển sinh cao của hội chợ Cologne, một hội chợ đối thủ đã được tổ chức tại Düsseldorf để tạo điều kiện cho các phòng trưng bày ít được coi trọng có cơ hội gặp gỡ công chúng quốc tế. Các hội chợ diễn ra trong những tháng mùa thu. Sự cạnh tranh này tiếp tục trong một vài năm đã tạo cơ hội cho Hội chợ nghệ thuật Basel xen vào hội chợ Basel vào đầu mùa hè. Những hội chợ này trở nên cực kỳ quan trọng đối với các phòng trưng bày, đại lý và nhà xuất bản vì chúng cung cấp khả năng phân phối trên toàn thế giới. Düsseldorf và Cologne đã hợp nhất những nỗ lực của họ. Basel nhanh chóng trở thành hội chợ nghệ thuật quan trọng nhất.
```

Năm 1976, Felluss Gallery dưới sự chỉ đạo của Elias Felluss, ở Washington DC đã tổ chức hội chợ nghệ thuật đại lý đầu tiên của Mỹ. "Hội chợ nghệ thuật quốc tế Washington" hoặc "Wash Art". Hội chợ ở Mỹ này đã vấp phải sự phản đối gay gắt của những phòng tranh quan tâm đến việc duy trì các kênh phân phối cho các tác phẩm nghệ thuật châu Âu đã có sẵn. Hội chợ ở Washington đã giới thiệu ý tưởng châu Âu về hội chợ đại lý cho các nhà kinh doanh nghệ thuật trên khắp Hoa Kỳ. Sau sự ra đời của Wash Art, nhiều hội chợ đã phát triển trên khắp nước Mỹ.

## Các vấn đề về bảo quản

### Các mối quan tâm về môi trường của không gian triển lãm

Chuẩn bị cho triển lãm Richard Prince, American Prayer tại Bibliothèque nationale de France, Paris
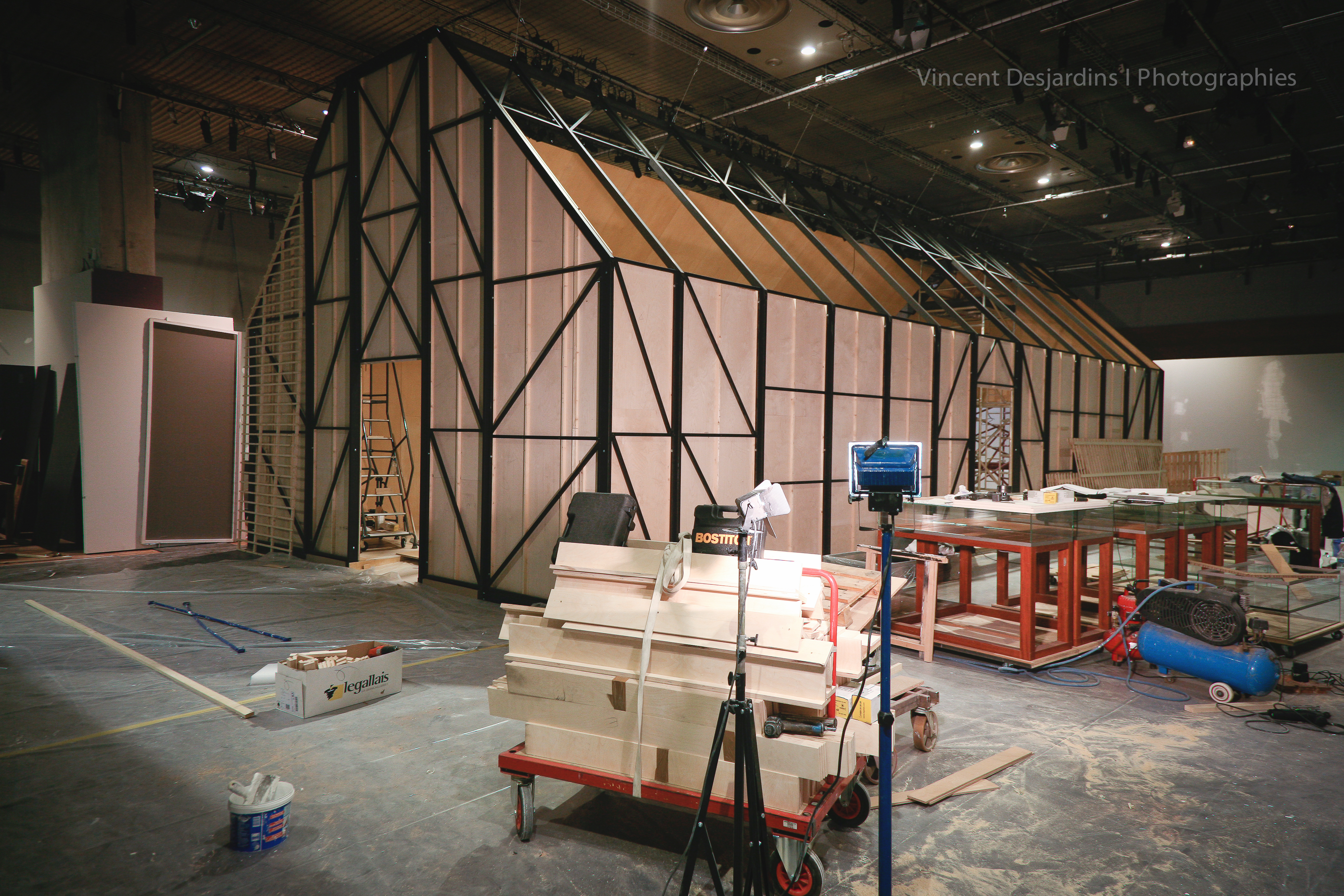
Ngày 1 tháng 2 năm 2011
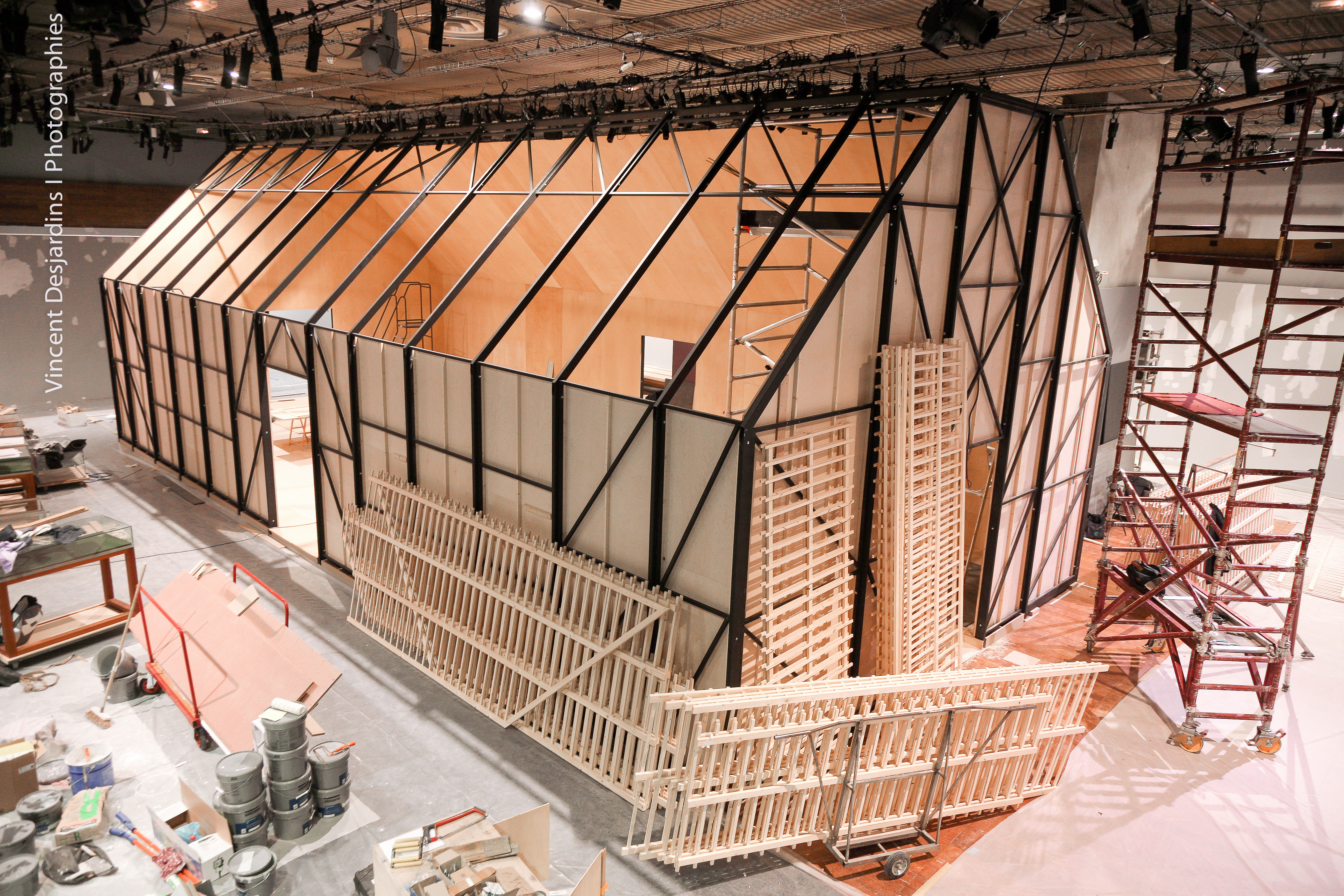
Ngày 25 tháng 2 năm 2011
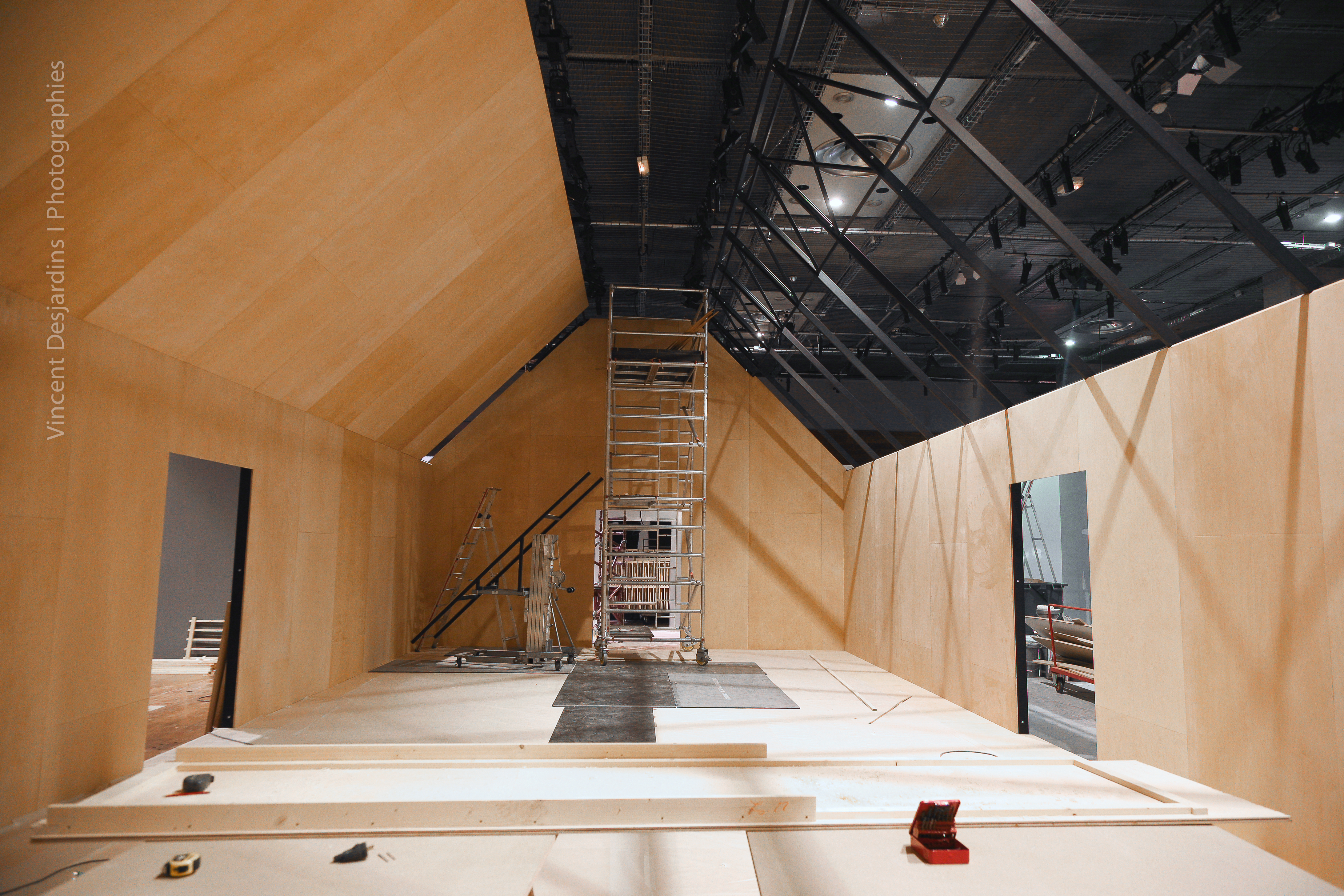
Ngày 25 tháng 2 năm y 2011
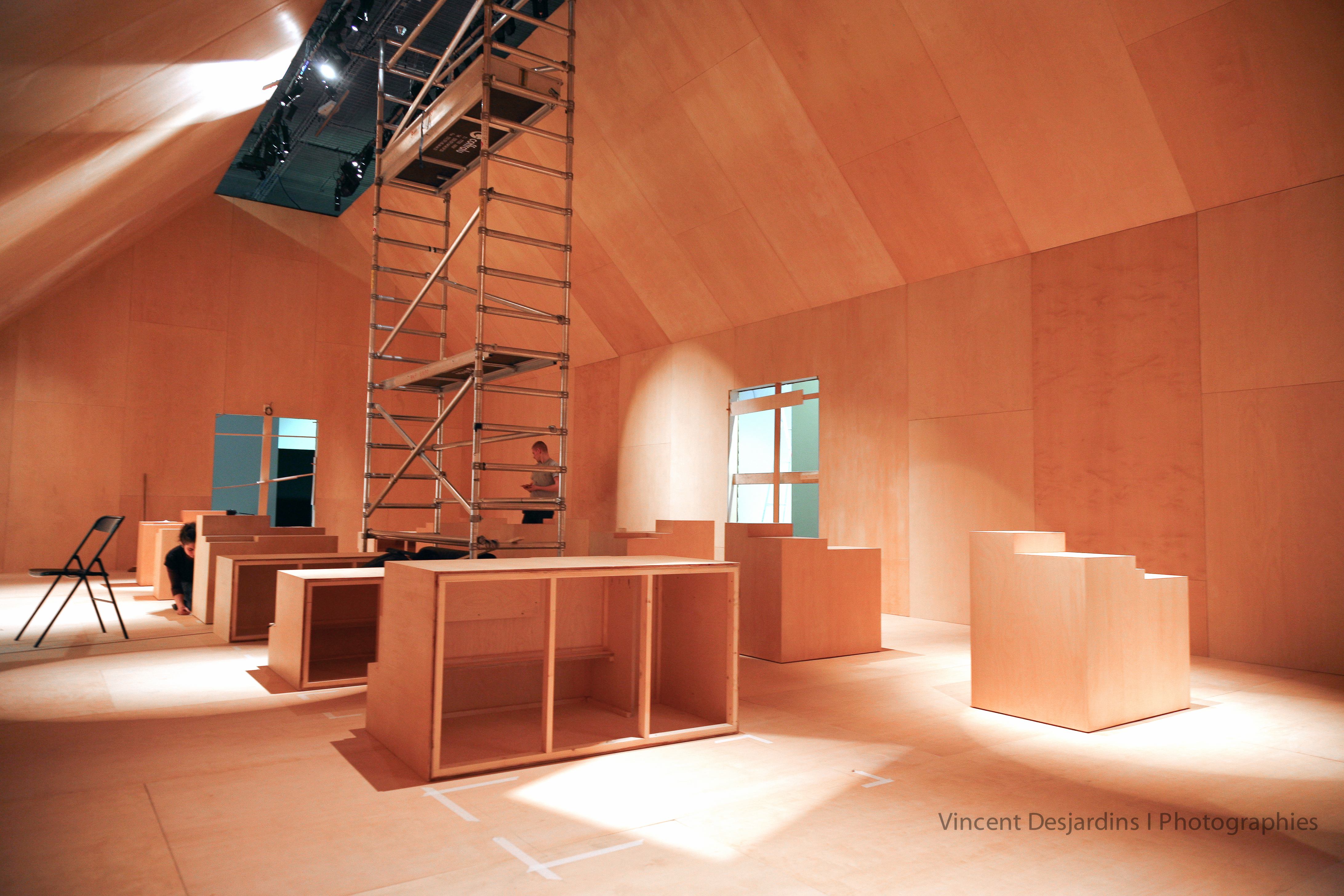
Ngày 8 tháng 3 năm 2011
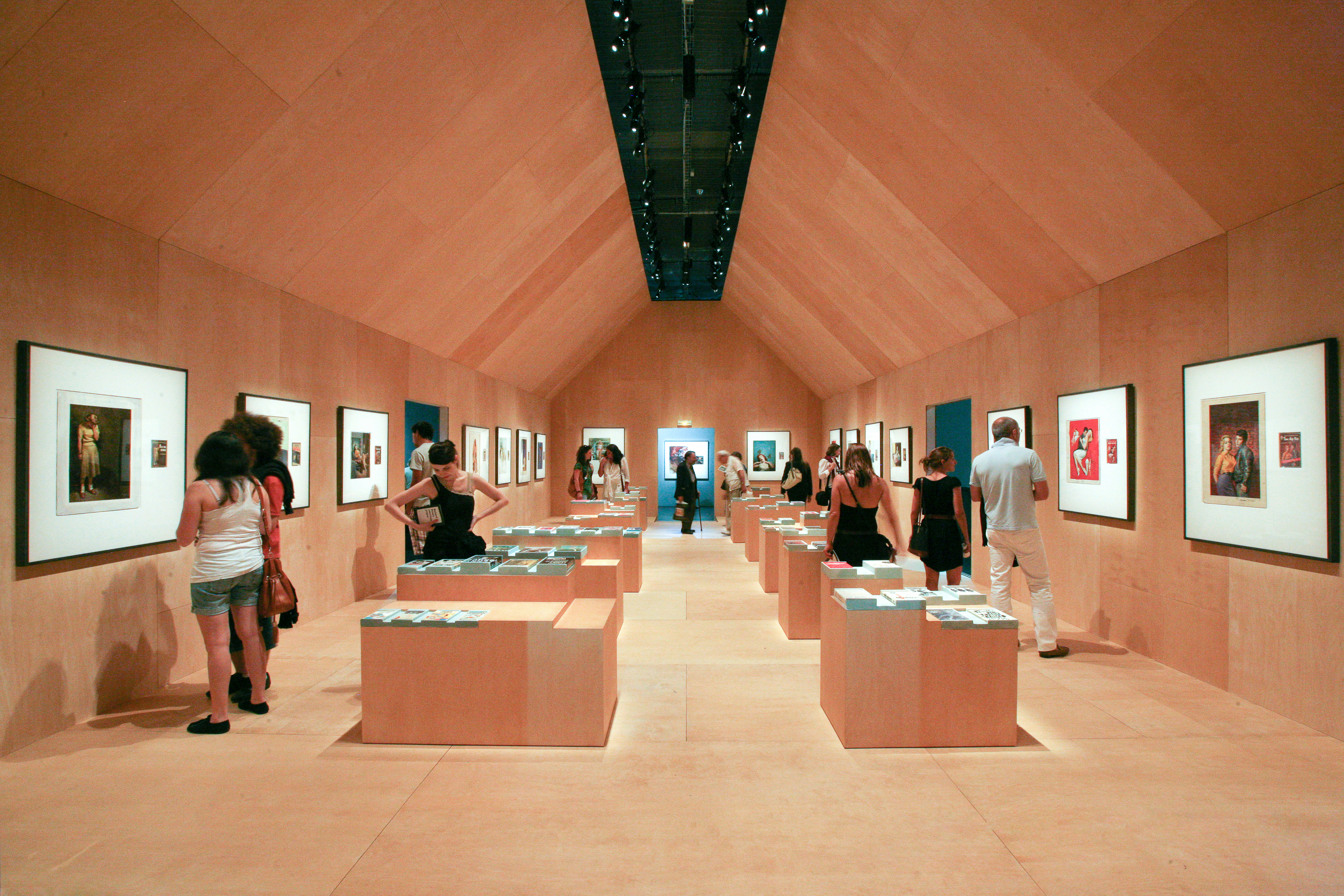
Ngày 26 tháng 6 năm 2011
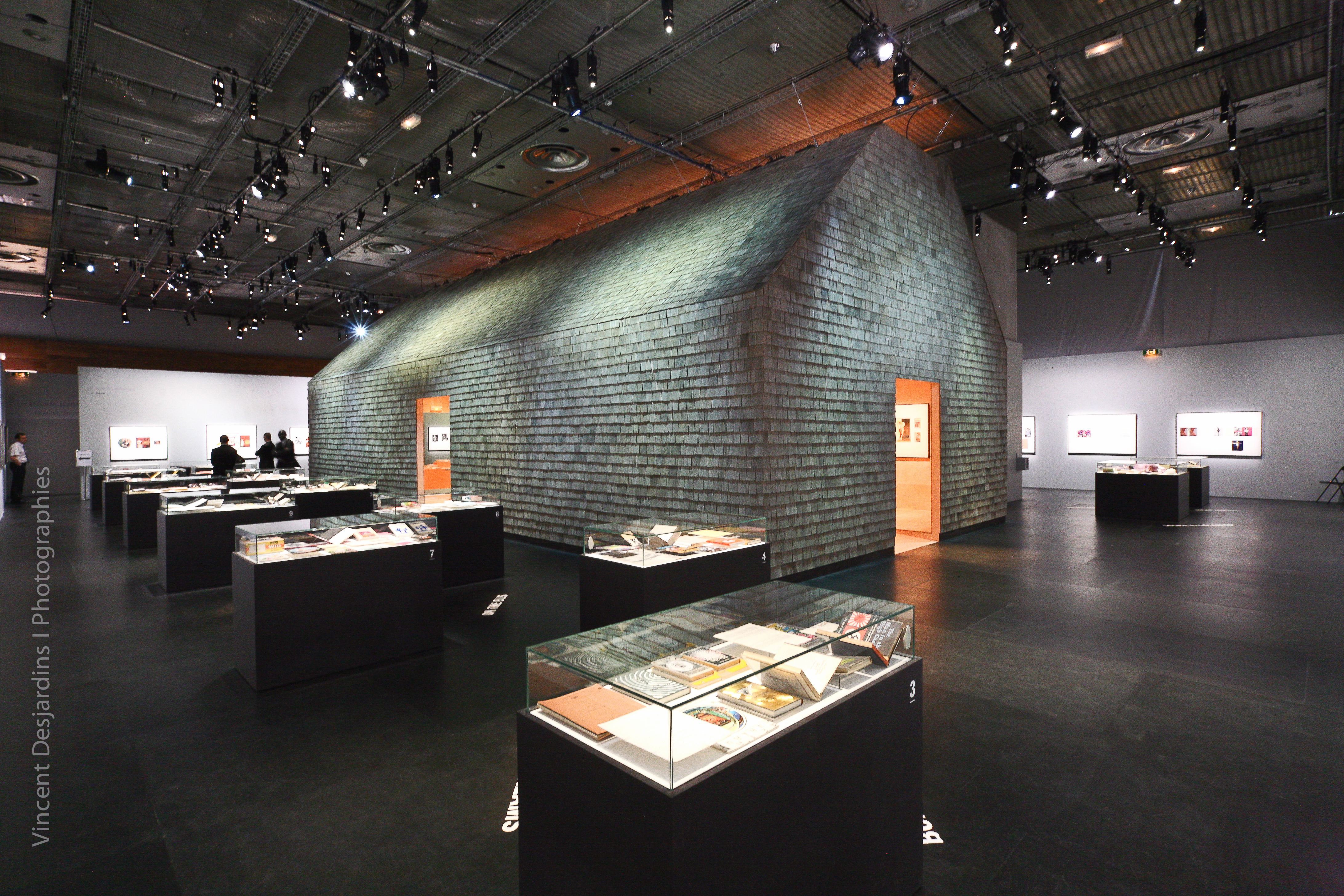
Ngày 26 tháng 6 năm 2011

Các mối quan tâm chính của môi trường triển lãm bao gồm ánh sáng, độ ẩm tương đối và nhiệt độ.

### Độ dài của triển lãm

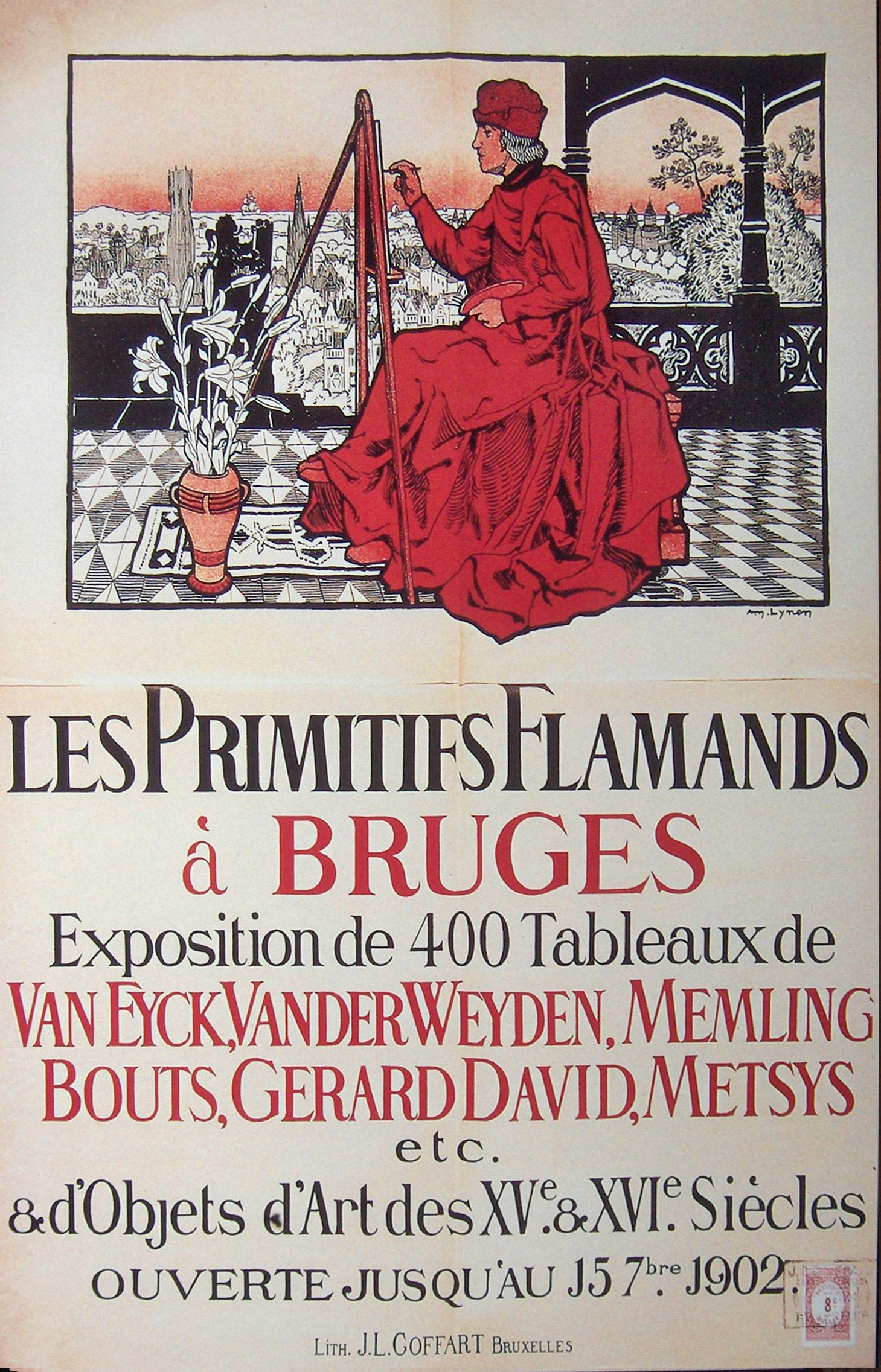
Poster, Bruges, 1902

Một yếu tố ảnh hưởng đến việc tài liệu sẽ có giá như thế nào trong một cuộc triển lãm là thời lượng của buổi triển lãm. Một vật dụng càng tiếp xúc lâu với điều kiện môi trường có hại, thì càng có nhiều khả năng bị hư hỏng. Nhiều bảo tàng và thư viện có triển lãm thường trực và các triển lãm đã lắp đặt có thể xem mà không có bất kỳ thay đổi nào trong nhiều năm.

### Các trường hợp riêng lẻ
Thư viện hoặc tài liệu lưu trữ thường được hiển thị trong tủ trưng bày hoặc khung. Cung cấp một môi trường an toàn về mặt vật lý và hóa học. Hộp đựng theo chiều dọc được chấp nhận đối với các mặt hàng nhỏ hoặc một tờ, và hộp nằm ngang có thể được sử dụng cho nhiều loại đối tượng, bao gồm các mặt hàng ba chiều như sách đã mở hoặc đóng, và các mặt hàng giấy phẳng. Tất cả các đối tượng này có thể được sắp xếp đồng thời trong một hộp nằm ngang theo một chủ đề thống nhất.

### Phương thức trưng bày
Có hai loại hiện vật được trưng bày tại thư viện và triển lãm lưu trữ - tài liệu ràng buộc và tài liệu không ràng buộc. Tài liệu ràng buộc bao gồm sách và pamphlet, và tài liệu không ràng buộc bao gồm bản thảo, thẻ, bản vẽ và các mục hai chiều khác. Việc tuân thủ các điều kiện hiển thị thích hợp sẽ giúp giảm thiểu mọi thiệt hại vật lý có thể xảy ra. Tất cả các mục được hiển thị phải được hỗ trợ và bảo mật đầy đủ.

### Bảo mật
Bởi vì các mặt hàng trưng bày thường được quan tâm đặc biệt, họ yêu cầu mức độ bảo mật cao để giảm nguy cơ mất mát do trộm cắp hoặc phá hoại. Hộp triển lãm phải có khóa an toàn. Ngoài ra, các hộp đựng có thể được tráng men bằng vật liệu cản trở sự xâm nhập và khi vỡ sẽ không bị nguy cơ các mảnh kính rơi vào sản phẩm. Bất cứ khi nào có thể, khu vực triển lãm nên được tuần tra; Cần có sự hiện diện an ninh 24 giờ khi các vật quý giá được trưng bày. Cuối cùng, triển lãm được bảo vệ tốt nhất khi trang bị báo động khi có kẻ xâm nhập, có thể lắp tại các lối vào tòa nhà và các khu vực bên trong.